# Италијански бојни брод Ређина Елена
Ређина Елена (итал. Regina Elena, краљица Јелена Савојска) је био италијански бојни брод класе Ређина Елена. Поринут је у луци Ла Специја 1904. године.
Има готово сличну улогу током италијанско-турског рата као и Виторио Емануеле. Током Првог светског рата има ограничену улогу у одбрани зоне између Таранта, Месине и Валоне. Укупно је брод имао завршених 8 ратних мисија. После рата брод се претежно користи као адмиралски и школски брод. Исечен је 1923. године.